# .38 Smith & Wesson Special
O calibre .38 Smith & Wesson Special ou simplesmente .38 Special ou 38 Special, ou .38 SPL ou 9,1×29 mmR é uma munição de fogo central projetada pela Smith & Wesson em 1898, para ser uma versão melhorada do .38 Long Colt. É uma munição própria para revólveres, contudo existem pistolas que usam esse cartucho.

## Características

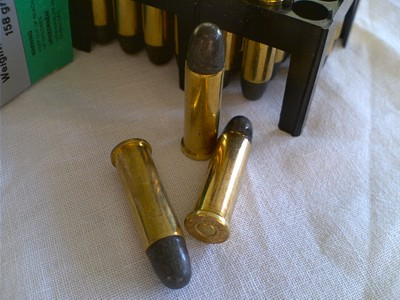
Exemplares da munição.

Foi o calibre padrão da maioria das forças policiais nos Estados Unidos entre a década de 1920 até a de 1980. No Brasil, o calibre ainda é usado pelas polícias militares, ainda que tenha havido uma gradual mudança para o calibre .40 S&W.
As 0,38 polegadas referem-se ao diâmetro aproximando do cartucho (nota-se que o .38SPL moderno possuí 0,357 polegadas de diâmetro, porém a denominação 38 foi mantida por razões comerciais). Exceto pelo comprimento, que é menor, o diâmetro do .38 Special é idêntico ao do .357 Magnum: 9,0678mm (9.652mm - projétil) visto que o .357 Magnum foi desenvolvido a partir do .38 em 1935. Essas características permitem o uso da munição .38 Special em revólveres construídos para o calibre .357 Magnum. O contrário não se dá pelo maior comprimento dos cartuchos 357 Magnum, além das pressões superiores que causariam acidentes fatais em armas projetadas para o calibre 38.
Em 1902 como um desenvolvimento do calibre .38 Long Colt, que durante a guerra das Filipinas foi desaprovado seu poder de parada, foi desenvolvido o .38 Special.

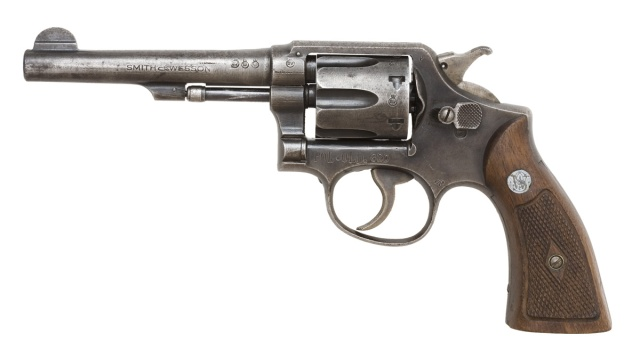
Um Smith & Wession M&P Victory.

O 38 Special foi inicialmente projetada para uso com pólvora negra, e depois passou a usar a pólvora sem fumaça quando esta se tornou popular, no início da década de 1920.
Na década de 1930, revólveres de estrutura reforçada destinados ao tiro esportivo permitiram o desenvolvimento do .38 Special Hi-Speed e, posteriormente, do .357 Magnum.
Os revólveres reforçados que originalmente eram usados no calibre .44 Special, sobreviveram no calibre 38 Special por três décadas até que os revólveres .357 Magnum se tornaram mais famosos.

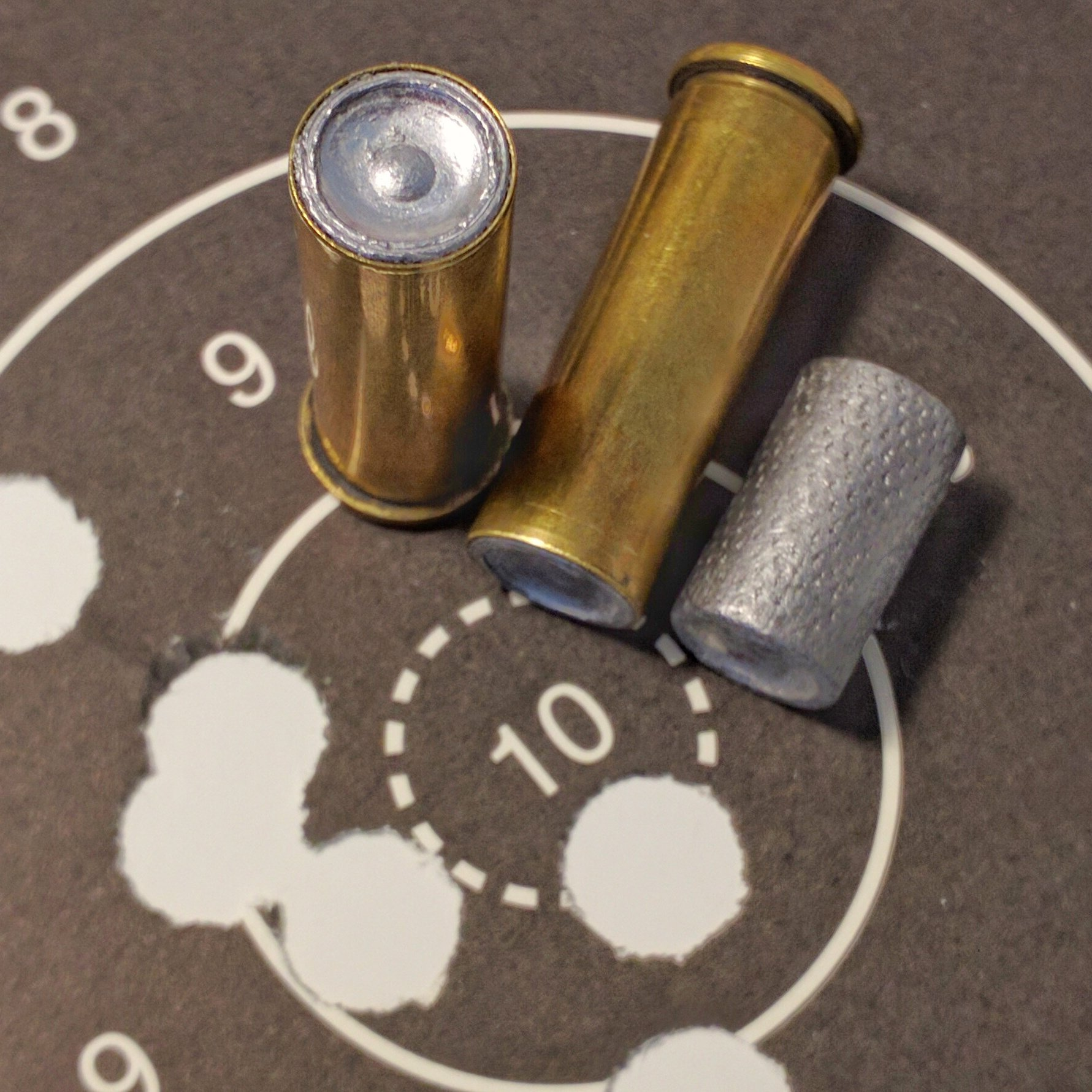
Cartuchos .38 Special com munição própria para tiro desportivo.

## .38 Special +P
O calibre .38 Special +P é uma versão mais potente desse calibre devendo ser usadas apenas em revólveres .38 reforçados ou em revólveres .357 Magnum. De acordo com a Tabela Marshall que indica stopping power de diversos calibres de armas curtas o .38 Special com munição +P ponta oca de 158 grains, tem como maior grau de eficiência já registrado um índice de 78%. Isso significa que essa munição tem 78% de chance de parar um agressor com apenas um disparo.
O calibre é muito popular nos rifles e carabinas de ação por alavanca, como os rifles Puma da extinta marca Rossi e agora Taurus.